# Каприано-дель-Колле
Каприано-дель-Колле (итал. Capriano del Colle, ломб. Cavreà) — коммуна в Италии, в провинции Брешиа области Ломбардия.
Население составляет 3857 человек, плотность населения составляет 297 чел./км². Занимает площадь 13 км². Почтовый индекс — 25020. Телефонный код — 030.
Покровителем коммуны почитается святой архангел Михаил, празднование 29 сентября.